# Promachus wollastoni
Promachus wollastoni là một loài ruồi trong họ Asilidae. Promachus wollastoni được Hobby miêu tả năm 1936. Loài này phân bố ở vùng nhiệt đới châu Phi.